# جيل هايز
جيل هايز هو مصارع محترف كندي، ولد في 20 أكتوبر 1939 في أونتاريو في كندا.

## روابط خارجية
- جيل هايز على موقع CageMatch worker (الإنجليزية)